# Distrito de Heinsberg
El Distrito de Heinsberg (en alemán: Kreis Heinsberg) es un distrito (kreis) ubicado al oeste del estado federal de Renania del Norte-Westfalia en el Regierungsbezirk de Colonia. Es el distrito más occidental de Alemania; su municipio de Selfkant es el más occidental de Alemania. La capital de distrito es Heinsberg.

## Geografía
El distrito de Heinsberg limita al norte con el Distrito de Viersen, al noroeste con la ciudad de Mönchengladbach, al este con el distrito de Rin-Neuss, al sudeste con el distrito de Düren, en su parte meridional con el distrito de Aquisgrán, así como en el oeste de Países Bajos. Al norte del distrito comienza el parque natural de Naturpark Maas-Schwalm-Nette, al oeste de esta zona protegida está la comarca de Teverner Heide.

### Ríos
- El Rur fluye en su parte media a través del territorio del distrito
- El Wurm desemboca en Kempen sobre el río Ruhr.
- El Schwalm fluye en el norte cerce de Tüschenbroich.
- El Niers tiene su origen en el este de Erkelenz.

## Composición del distrito
1. Erkelenz, Ciudad (44.773)
2. Gangelt, Municipio (11.549)
3. Geilenkirchen, Ciudad (28.473)
4. Heinsberg, Ciudad (41.640)
5. Hückelhoven, Ciudad (39.645)
6. Selfkant, Municipio (10.152)
7. Übach-Palenberg, Ciudad (25.465)
8. Waldfeucht, Municipio (9.349)
9. Wassenberg, Ciudad (16.843)
10. Wegberg, Ciudad (29.506)

## Publicaciones
- Heimatkalender des Kreises Heinsberg
- Museumsschriften des Kreises Heinsberg
- Schriftenreihe des Kreises Heinsberg
- Bibliographie Grenzland 1981 - 1999, hrsg. Arbeitsgemeinschaft Grenzland Kreis Heinsberg - Limburg
- Harry SEIPOLT, "... stammt aus asozialer und erbkranker Sippe". Zwangssterilisation und NS-Euthanasie im Kreis Heinsberg 1933 - 1945, in: Heimatkalender des Kreises Heinsberg, Jg. 1992, S. 112 - 124.
- Harry SEIPOLT, Reichsausschußkinder im Kreis Heinsberg 1939 - 1945, in: Heimatkalender des Kreises Heinsberg, Jg. 1993, S. 123 - 135.